# ボナ山

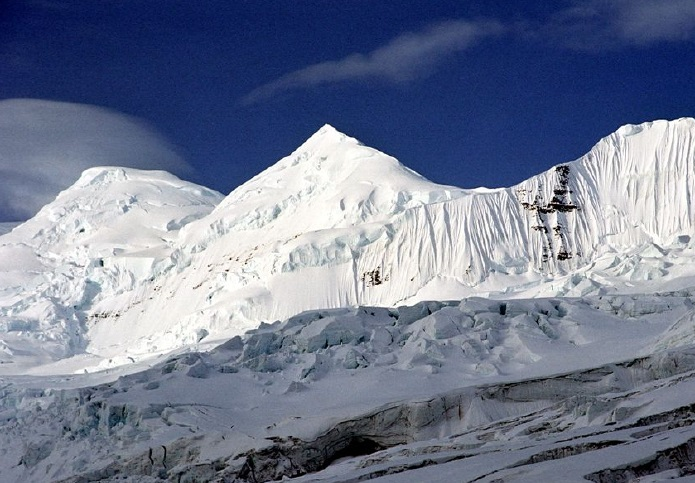
ボナ山

ボナ山（Mt. Bona）とは、北アメリカ大陸の北西部に存在する山の1つである。山頂の標高は5000mを超えている。なお行政区分では、アメリカ合衆国のアラスカ州に属する。また、この山も含めた一帯は、1979年からはUNESCOの世界遺産に登録されており、1980年からはアラスカ州政府からランゲル・セイントイライアス国立公園にも指定されている。

## 概要
ボナ山は、北緯61度28分08秒 西経141度44分55秒 / 北緯61.46889度 西経141.74861度座標: 北緯61度28分08秒 西経141度44分55秒 / 北緯61.46889度 西経141.74861度付近に位置していて、セイントイライアス山地に属する山の中でもよく知られた山である。この山頂の標高5005mであり、これはアメリカ合衆国内でも5本の指に入る高さである。
また、ボナ山は火山活動の結果として形成された山である。火山活動の結果として誕生した山としては、アメリカ合衆国内では最も高く、北アメリカ大陸でも4番目に高いことが知られている。ちなみに、北アメリカ大陸で火山活動の結果として形成された山の中で、ボナ山よりも標高の高い山は、全てメキシコに集中している。その山は、オリサバ山（標高5760mで、現在も活火山である。）、ポポカテペトル山（標高5465mとするデータと標高5452mとするデータがある。なお、この山も現在も活動中の活火山である。）、イスタクシワトル山（標高5230m。長らく噴火していない。）しかし、これらのメキシコに存在する山々とは違って、ボナ山は高緯度地方にある標高の高い山であるため、ボナ山は万年雪に覆われ、より大きな氷河が存在する。主要な氷河としては、東の方向に流れているクルートラン氷河（Klutlan Glacier）と、北の方向に流れているアラスカ州のラッセル氷河（Russell Glacier）が挙げられる。

## 名称の由来
この山の「ボナ」という名称は、アブルッツィ公の競技用ヨットの名前にちなんで、1897年に命名されたものである。
ボナ山と命名したのもアブルッツィ公である。彼は、ボナ山の南東約130kmに位置するセイントイライアス山の初登頂に成功した人物とされている。このセイントイライアス山からこの山（ボナ山）を見て、彼は自身の競技用ヨットの名前をこの山に与え、以降、この山はボナ山と呼ばれるようになった。

## 初登頂について
ボナ山の初登頂に成功したのは、1930年7月2日のことで、アレン・カーピ（Allen Carpe）、テリス・ムーア（Terris Moore）、アンドリュー・テイラー（Andrew Taylor）の3人パーティーによるものとされている。なお、この時選択されたルートは、山の北側からのラッセル氷河を経由ルートだったと言われている。

## ボナ山とチャーチル山
ボナ山のすぐそばには、チャーチル山と呼ばれる山が存在する。ボナ山とこのチャーチル山は、共に火山活動の結果形成された山である。また、この2つの山は、共に高緯度地方に位置していて寒い気候である上に、山頂の標高も共に4000mを大きく超えているので、雪や氷に覆われている。さらに、共に成層火山であるという共通点も持つ。ついでに、どちらの山も共にセイントイライアス山地を構成する山の1つにも数えられていて、行政区分ではアメリカ合衆国のアラスカ州となっている点でも共通している。